# México en los Juegos Mundiales
México ha participado en todas las ediciones de los Juegos Mundiales desde la primera edición de este evento en 1981 hasta la actualidad.
Las primeras medallas para el país cayeron en la edición inaugural del evento donde México obtuvo cinco medallas en taekwondo.
El mismo deporte le mereció la primera medalla de oro al país en 1993 gracias a Víctor Estrada.

## Medallas obtenidas por deportes
| Deporte               | Medallas por deporte |    |    |    | %      |
| --------------------- | -------------------- | -- | -- | -- | ------ |
| Raquetbol             | 12                   | 4  | 4  | 4  | 22.64% |
| Tiro con arco         | 4                    | 2  | 2  | 0  | 7.54%  |
| Jiu-jitsu             | 4                    | 2  | 0  | 2  | 7.54%  |
| Futbol bandera        | 3                    | 2  | 0  | 1  | 5.66%  |
| Taekwondo             | 9                    | 1  | 4  | 4  | 16.98% |
| Kickboxing            | 3                    | 1  | 2  | 0  | 5.66%  |
| Patinaje sobre ruedas | 6                    | 1  | 1  | 4  | 11.32% |
| Muay thai             | 2                    | 1  | 1  | 0  | 3.77%  |
| Duatlón               | 2                    | 1  | 0  | 1  | 3.77%  |
| Fisicoculturismo      | 1                    | 1  | 0  | 0  | 1.88%  |
| Karate                | 3                    | 0  | 2  | 1  | 5.66%  |
| Boliche               | 2                    | 0  | 0  | 2  | 3.77%  |
| Wakeboard             | 1                    | 0  | 0  | 1  | 1.88%  |
| Wushu                 | 1                    | 0  | 0  | 1  | 1.88%  |
| Total                 | 53                   | 16 | 16 | 21 | 100%   |

## Situación en el medallero
Juegos Mundiales
| Evento           | Oro | Plata | Bronce | Total |
| ---------------- | --- | ----- | ------ | ----- |
| Santa Clara 1981 | 0   | 2     | 5      | 7     |
| Londres 1985     | 0   | 0     | 1      | 1     |
| Karlsruhe 1989   | 0   | 1     | 0      | 1     |
| La Haya 1993     | 2   | 2     | 1      | 5     |
| Lahti 1997       | 0   | 1     | 0      | 1     |
| Akita 2001       | 0   | 0     | 0      | 0     |
| Duisburgo 2005   | 0   | 1     | 0      | 1     |
| Kaohsiung 2009   | 1   | 0     | 0      | 1     |
| Cali 2013        | 3   | 1     | 3      | 7     |
| Breslavia 2017   | 1   | 1     | 3      | 5     |
| Birmingham 2022  | 5   | 2     | 5      | 12    |
| Chengdú 2025     | 4   | 3     | 3      | 10    |
| Total            | 16  | 14    | 21     | 51    |

Hasta Breslavia 2017 las medallas ganadas en los deportes de exhibición no se contabilizaban dentro del medallero oficial.
Desde Birmingham 2022, todas las medallas se contabilizan en un único medallero, abajo están las medallas ganadas por México en deportes invitados antes de que se fusionaran.
Deportes invitados
| Evento         | Oro | Plata | Bronce | Total |
| -------------- | --- | ----- | ------ | ----- |
| Cali 2013      | 0   | 0     | 1      | 1     |
| Breslavia 2017 | 0   | 1     | 0      | 1     |
| Total          | 0   | 1     | 1      | 2     |